# Редегины
Редегины — общее условное название ряда московских боярских родов, происхождение которых по родословной легенде и родословным росписям конца XVII века выводили от касожского князя Редеди, упоминающегося в Лаврентьевской летописи в 1022 году. Представители этого рода в основном служили удельным князьям.
Наиболее знатный из данных родов, Лопухины, был признан в княжеском достоинстве с пожалованием герба в 1799 году.

## Происхождение

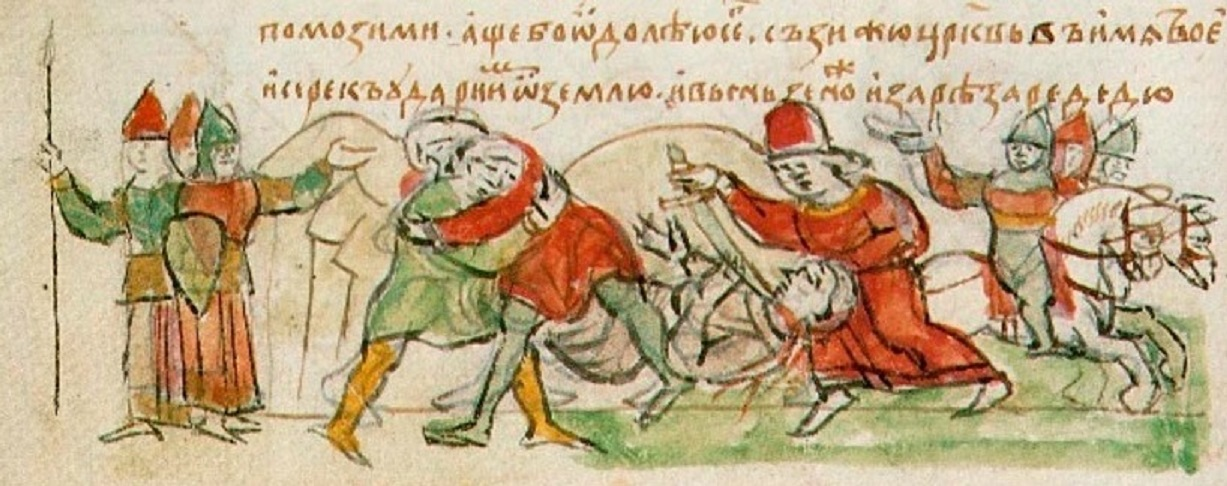
После поединка Мстислав убивает Редедю перед полками касожскими. Радзивилловская летопись

Существует родословная легенда, по которой родоначальником рода был касожский князь Редедя (Редега), упоминающийся в Лаврентьевской летописи в 1022 году. Согласно сообщению в этом году в поход против касогов выступил тмутараканский князь Мстислав Владимирович Храбрый. Князь Редедя, который не желал губить своих воинов, предложил князю Мстиставу личный поединок с условием, что победитель возьмёт семью, землю и «всё», включая жизнь побеждённого. Победителем вышел Мстислав, убивший Редедю.
Частные родословцы скопировали сообщение летописей о Редеди, добавив, что у того было двое сыновей, Юрий и Роман, которых Мстислав Владимирович после убийства противника взял себе, женив Романа на своей дочери, Татьяне. Именно от Романа (Редегина) выведено происхождение рода. 
Историки отмечают существующие хронологические проблемы в данной версии: от Романа, родившегося до 1020 года по летописной хронологии, до живших во второй половине XIV века Андрея Одинца и Константина Добрынского указано всего 5 поколений, хотя их не могло быть меньше десяти-двенадцати. 
Исследователь московской боярской знати С. Б. Веселовский указывает, что хотя родословная легенда о происхождении этого рода от Редеги не выдерживает критики, однако она является отголоском того, что представители разных ветвей рода помнили об общем родоначальнике.
Три ветви рода попали в Государев родословец, но каждая в особую главу: Добрынские — в главу 27, Белеутовы — в главу 28, Сорокоумовы-Глебовы — в главу 32. Однако ни у одной ветви не было указано легенды о выезде родоначальника, только у Белеутовых указано, что род происходил от Редеги. В более поздних источниках (родословных росписях, поданных в XVII веке для составления родословной книги, в родословных книгах и т.д.) всё же осталось достаточно указаний на то, что у всех этих родов был единый родоначальник.
О происхождении от Редеги указывает название одной из ветвей рода Добрынских, которая в разрядных книгах XVI века носит родовое прозвание Зайцевых-Редегиных.

### Варианты родословия XVI-XVII вв.
В частных родословцах существует 2 родословные росписи первых колен рода. Первая указана в росписи, поданной в конце XVI века представителями родов Елизаровых-Гусевых и Бирдюкиных-Зайцевых, при этом в качестве родичей указаны Сорокоумовы-Глебовы:
- Роман, второй сын Редеди
  - Юрий
    - Яков Сорока
      - Михаил Сорокоум
      - Кузьма
      - Никифор

    - Глеб
      - Василий
      - Кузьма
      - Илья
      - Иван
      - Василий Меньшой

  - Иван
    - Иван Домотко (Домоткан)
      - Константин Добрынский, родоначальник Добрынских
      - Андрей Одинец 
        - Александр Белеут, родоначальник Белеутовых

Другая версия происхождения Сорокоумовых по мнению Н. П. Лихачёва, является более древней и, возможно, восходит к росписи, которую Сорокоумовы подали в середине XVI века при составлении Государева родословца:
- Сююндюк, внук Редеди, в крещении Иван Черменка
  - Яков
    - Михаил Сорокоум 
      - Глеб
        - Василий
        - Кузьма
          - Андрей Дурной
          - Борис Крюк
          - Михаил Кашкар
          -  Василий

        - Иван
        - Илья
        - Василий Меньшой

В этой росписи хотя и есть упоминание о происхождении от Редеди, но изменены прозвища и смещены некоторые поколения; кроме того, в ней не указаны Добрынские и Белеутовы. Версия этой росписи без трёх первых колен была использована в Бархатной книге. В ряде частных ролословцах использовалась версия Бархатной книги, в некоторых — версия Добрынских, однако Яков Сорока показан сыном Михаила Сорокоума.
С. Б. Веселовский объясняет сбивчивость родословия поздним попаданием в среду московской боярской знати. Когда в середине XVI века составлялся Государев родословец, род уже достаточно давно разделился, каждая ветвь подавала росписи отдельно. Так, из потомков Константина Добрынского Елизаровы-Гусевы, Викентьевы и Хабаровы подали достаточно полные и достоверные родословные, а Зайцевы, представители которых не занимали высокого положения, подали неполную и не очень достоверную роспись, в которой присутствовало слишком большое количество колен. При этом в древнейшей росписи, напечатанной в Типографской летописи, среди сыновей Константина Добрынского Дмитрий Заец, родоначальник Зайцевых, отсутствует. По предположению Веселовского, Зайцевы подавали свою роспись в XVI веке отдельно и «приписались» к роду Добрынских с позволения других ветвей рода. Белеутовы подали достаточно достоверную роспись, однако у них с Добрынскими, судя по всему, не было согласия по поводу общего родоначальника, поэтому в ряде родословных они показаны отдельными родами. В родословной сильно размножившегося рода Сорокоумовых достаточно много пробелов, более-менее достоверным она становится только с Глеба, а информация о коленах, предшествовавших ему, перепутана.

## История
Точно не установлено, когда представители рода оказались на службе у московских князей. С. Б. Веселовский считает, что Редегины были старорусским родом, однако его представители не входили в состав верхов московского боярства. В XIV—XV веках род сильно разросся, а его ветви имели владения во многих частях Московского великого княжества. У Одинцовых-Белеутовых самые старые вотчины располагались в Московском, Волоколамском, Дмитровском и Звенигородском уездах, а также, возможно, в Ростове. У Сорокоумовых самые старые и значительные владения находились в Московском уезде около Серпухова, а также в Дмитрове, Рузе и Волоколамске. Владения Добрынских находились на востоке Московского княжества.
Первой, вероятно ещё в XIII веке, от общего рода отделились Сорокоумовы-Глебовы. Данная ветвь в XV—XVI веках разделилась на множество линий, усвоивших различные родовые прозвания. Позже разделились Добрынские и Белеутовы. Белеутовы сохранили своё общее прозвание, добавляя к нему разные прозвища, а Добрынские разделились на несколько родов.
В источниках информация о службе Редегиных московским князьям появляется достаточно поздно. Вероятно они находились на службе и в XIV веке, занимая различные места. Возможно, они служили удельным князьям. Только во второй половине XIV века представители рода оказываются среди московской боярской знати. Во время правления Дмитрия Донского боярином был Александр Белеут, при Василии I Дмитриевиче на его службе оказываются сыновья Константина Добрынского. Сорокоумовы в среде московской боярской знати оказались ещё позже — при Василии II Тёмном, причём большинство высоких чинов не достигали.

## Ветви рода
- Белеутовы
  - Белеутовы-Алехновы
  - Белеутовы-Клушины
  - Белеутовы-Рябчиковы
- Викентьевы
- Добрынские
- Елизаровы-Гусевы
- Зайцевы
- Бирдюкины-Зайцовы
- Поджогины
- Симские (Хабаровы, Образцовы)
- Телегины
- Сорокоумовы-Глебовы (Глебовы, Астафьевы[5])
- Бобровы
- Буруновы
- Кокошкины
- Лопухины
- Лупандины
- Лаптевы
- Моревы
- Ушаковы